# Alisier
Alisier (fr: Alisier torminal; de: Elsbeere) oder Eau-de-vie d'Alisier bezeichnet einen aus den Früchten des Elsbeerbaums hergestellten klaren Obstbrand. Dieser Schnaps mit etwa 45 Vol.-% wird im Elsass hergestellt und ist dort bei Kennern als Spezialität bekannt. Sein eher herber Geschmack erinnert an Schlehen- oder Zirbenschnaps. In Österreich findet der Alisier eine Entsprechung im „Oadlatzbeerlschnaps“ (Adlitzbeeren-Schnaps).